# NGC 6319
NGC 6319 (другие обозначения — UGC 10744, MCG 11-21-10, ZWG 321.15, IRAS17092+6302, PGC 59717) — галактика в созвездии Дракон.
Этот объект входит в число перечисленных в оригинальной редакции «Нового общего каталога».